# Cameron Jackson (baloncestista)
Cameron Jackson (Winchester (Virginia); 7 de febrero de 1996) es un baloncestista estadounidense que pertenece a la plantilla del Chieti Basket 1974 de la Serie A2 italiana. Con 2,03 metros de estatura, juega en la posición de pívot.

## Trayectoria deportiva
Es un jugador formado durante cuatro temporadas en el Wofford College, situado en Spartanburg, Carolina del Sur. para jugar en la NCAA con los Wofford Terriers. 
Tras no ser drafteado en 2019, el 2 de julio de 2019 firmó con Mitteldeutscher de la Basketball Bundesliga. En el club germano promedió 7.7 puntos, 3.8 rebotes y 1.2 robos por juego en 10 partidos, lanzando el 61 por ciento desde el campo y el 58 por ciento desde la línea de falta.
El 17 de diciembre de 2019, Jackson firmó con MHP Riesen Ludwigsburg de la Basketball Bundesliga, en el que jugó durante 12 partidos hasta el parón de la competición por la pandemia, en los que promedió 5.8 puntos y 3.4 rebotes por partido. 
El 12 de agosto de 2020, Jackson firmó con el Sport Lisboa e Benfica de la Liga Portuguesa de Basquetebol. El 14 de octubre de 2020, fue nombrado jugador de la semana tras registrar 14 puntos y 10 rebotes en una victoria ante el CAB Madeira.